# Шнайдер, Константин
Константин Шна́йдер (род. 17 февраля 1975, Фрунзе) — немецкий борец греко-римского стиля, призёр чемпионатов мира, участник Олимпийских игр 2004 года в Афинах и 2008 года в Пекине.

## Карьера
На Олимпиаде 2004 года Шнайдер в первой схватке предварительной стадии победил по очкам представителя Швеции Мохаммада Бабулфата, а во второй — также по очкам украинца Владимира Шацких. В третьей схватке Шнайдер потерпел поражение от Вартереса Самургашева и в итоге стал седьмым.
На следующей Олимпиаде в 1/8 финала Шнайдер победил по очкам алжирца Мессауда Зегдана, а в следующей проиграл грузину Манучару Квирквелия. В утешительной схватке немец проиграл французу Кристофу Гено и занял итоговое 9-е место.